# NGC 5048
NGC 5048 este o galaxie lenticulară situată în constelația Hidra. A fost descoperită în 30 martie 1835 de către John Herschel. Se află la o distanță de 59,73 de megaparseci de Pământ.